# Liste der Ämter in Hessen-Kassel
Diese Liste nennt die Ämter von Hessen-Kassel, also die Verwaltungs- und Gerichtsbezirke der Landgrafschaft Hessen-Kassel und des Kurfürstentums Hessen.

## Geschichte
Mit der Teilung der Landgrafschaft Hessen 1567 wurden die Ämter der Landgrafschaft auf die Landgrafschaften Hessen-Darmstadt und Hessen-Kassel aufgeteilt. Zu diesem Zeitpunkt war der Prozess der Territorialisierung weitgehend abgeschlossen und die Ämterstruktur stabil. Die bei der Erbteilung geschaffenen Landgrafschaften Hessen-Marburg und Hessen-Rheinfels fielen schon bald wieder durch Aussterben der regierenden Häuser und Erbschaft an Hessen-Kassel und Hessen-Darmstadt. Die als Hessen-Rotenburg abgesonderten Teile von Hessen-Kassel sind in der Liste enthalten. 1736 erhielt Hessen-Kassel auf dem Erbweg die Ämter der Grafschaft Hanau-Münzenberg. 1803 aufgrund des Reichsdeputationshauptschlusses kamen weitere Gebiete hinzu. Im Laufe der Jahrhunderte gab es weitere Gebietsveränderungen, die in den jeweiligen Einträgen der Liste genannt sind.
Die Ämter der Landgrafschaft Hessen-Kassel waren zugleich Gerichts- als auch Verwaltungsbezirke. Eine Trennung der Rechtsprechung von der Verwaltung war (wie im HRR üblich) nicht gegeben. Der kurzzeitige Versuch der Bildung der Landratsämter war nicht erfolgreich. 1821 erfolgte in Kurhessen diese Trennung. Die Verwaltungsaufgaben wurden durch Kreise, die Rechtsprechung durch Justizämter wahrgenommen. Die bisherigen Ämter wurden damit aufgelöst. Für die neuen Kreise siehe die Liste der Kreise im Kurfürstentum Hessen (1821), für die neuen Gerichte Liste der Gerichte im Kurfürstentum Hessen.

## Liste der Ämter in Hessen-Kassel
Da sich die Zugehörigkeit der Orte zu den Ämtern im Laufe der Zeit änderte, stellt die Liste den Stand zur Auflösung bzw. dem Ausscheiden aus dem Hessen-Kasseler Herrschaftsgebiet dar. Daher können einzelne Orte mehrfach in den Einträgen auftauchen. Viele Ämter änderten im Laufe der Zeit ihren Namen. Dies ist in den jeweiligen Einzelartikeln, aber nicht hier in der Liste dargestellt. Die Liste nennt den jeweils letzten Namen. Aus Traditionsbewusstsein wurden vielfach Ämter, Vogteien und Gerichte offiziell weitergeführt, auch wenn diese faktisch längst mit anderen Ämtern zusammengelegt waren. Diese werden einzeln aufgeführt, es wird aber in der Klammer auf die tatsächliche Amtszugehörigkeit verwiesen. Die namensgebenden Städte waren vielfach gerichtlich nicht Teil des Amtes, sondern verfügten über eigene Stadtgerichte.
| Amt                                                               | Herrschaft                      | Amtssitz                                     | Begründung                                                  | Auflösung                                                | Orte | heutige Zugehörigkeit                                                                                          |
| ----------------------------------------------------------------- | ------------------------------- | -------------------------------------------- | ----------------------------------------------------------- | -------------------------------------------------------- | --- | --- |
| Amt Ahna mit der Vogtei Hasungen                                  | Niederhessen                    | Fluss Ahna, Kloster Hasungen in Burghasungen | 1567                                                        | 1821                                                     | Frommershausen, Niedervellmar, Mönchehof, Wolfsanger, Sandershausen, Ihringshausen, Weimar, Harleshausen, Heckershausen, Obervellmar, Dörnberg, Friedrichstein, Simmershausen, Rothwesten, Knickhagen, Winterbüren, Barghusen (Wüstung), Kalenberg, Gut Kragenhof, Hohenkirchen, Großenhof und Fasanenhof | Landkreis Kassel                                                                                               |
| Amt Allendorf                                                     | Niederhessen                    | Allendorf                                    | 1567                                                        | 1821                                                     | Stadt Allendorf; Amtsdörfer Sooden, Vatterode und Kleinvach; Adlige Orte Ellershausen, Ahrenberg, Weiden; Höfe bei Allendorf: Alte Hainsmühle, Dammhaus, Halbemark, Hartgemühle, Lückertshof; Wüstungen bei Allendorf: Westera, Emmicherode, Glimmerode, Musbach, Altenhain, Balzerode; bei Kleinvach: Dohlsmühle, Wettigendorf, Osterburg in Allendorf, 1891 als Schloss Rothestein neu erbaut; sowie das Gericht Altenstein (s. u.) | Werra-Meißner-Kreis, Landkreis Eichsfeld                                                                       |
| Amt Altengronau                                                   | Fürstentum Hanau                | Altengronau                                  | 1648                                                        | 1821                                                     | Altengronau, Obersinn, Mittelsinn, Jossa | Main-Kinzig-Kreis                                                                                              |
| Amt Altenhaßlau                                                   | Fürstentum Hanau                | Altenhaßlau                                  | 1736 (von Hanau-Münzenberg)                                 | 1821                                                     | Stadt Gelnhausen, die Dörfer Altenhaßlau, Eidengesäß, Geislitz, Großenhausen, Hof Eich, Lützelhausen und das Freigericht (Altenmittlau, Bernbach, Horbach, Neuses und Somborn) | Main-Kinzig-Kreis                                                                                              |
| Gericht Altenstein                                                |                                 | Burg Altenstein                              |                                                             |                                                          | Adlige Orte: Asbach, Sickenberg, Weidenbach, Hennigerode; Wüstungen beim Altenstein: Bleichhof, Dieffenhof, Hopfenhof, Scheuerhof, Wickenhof | Landkreis Eichsfeld                                                                                            |
| Amt Amöneburg                                                     | Fürstentum Fritzlar             | Amöneburg                                    | 1803 nach dem Reichsdeputationshauptschluss                 | 1821                                                     | Stadt Amöneburg und die Dörfer Anzefahr, Bauerbach, Erfurtshausen, Ginseldorf, Himmelsberg, Mardorf, Niederklein, Rauischholzhausen, Roßdorf, Rüdigheim, Schröck, Sindersfeld und Stausebach | Landkreis Marburg-Biedenkopf                                                                                   |
| Amt Auburg                                                        |                                 | Auburg                                       | 1585                                                        | 1816 an das Königreich Hannover                          | | Landkreis Diepholz                                                                                             |
| Amt Babenhausen                                                   |                                 | Babenhausen                                  | 1736 (von Hanau-Münzenberg)                                 | 1810 (an das Großherzogtum Hessen)                       | Altdorf (Wüstung), Altheim, Babenhausen (Stadt), Dietzenbach, Dudenhofen, Hainhausen, Harpertshausen, Harreshausen, Hergershausen, Hildenhausen (Wüstung), Kleestadt, Langenbrücken (Wüstung), Langstadt, Schaafheim, Schlierbach, Sickenhofen und Zell | Landkreis Darmstadt-Dieburg / Landkreis Offenbach                                                              |
| Amt Battenberg                                                    |                                 | Battenberg                                   | 1604                                                        | 1624 de facto und 1648 de jure                           | Städte Battenberg und Hatzfeld und Allendorf, Battenfeld, Berghofen, Bromskirchen, Dodenau, Eifa, Frohnhausen, Holzhausen, Laisa, Oberasphe, Reddighausen und Rennertehausen | Landkreis Waldeck-Frankenberg                                                                                  |
| Amt Bauna                                                         | Niederhessen                    | Bauna                                        | ab 1804 Amt Wilhelmshöhe                                    |                                                          | | |
| Amt Bieber (am Ende gemeinsame Verwaltung mit Amt Lohrhaupten)    | Fürstentum Hanau                | Bieber                                       | 1736 (von Hanau-Münzenberg)                                 | 1821                                                     | Bieber, Breitenborn, Büchelbach, Gassen, Lanzingen, Lützel, Roßbach, Röhrig | Main-Kinzig-Kreis                                                                                              |
| Amt Bieberstein                                                   | Großherzogtum Fulda             | Fulda                                        | 1818 vom Landamt Fulda abgespalten                          | 1821                                                     | Schloss Bieberstein und die Dörfer Allmus, Almendorf, Böckels, Dietershausen, Dipperz, Dirlos, Dörmbach, Egelmes, Elters, Friesenhausen, Gruben, Hofbieber, Keulos, Kohlgrund, Kielos, Langenbieber, Margretenhaun, Melzdorf, Niederbieber, Rex, Steens, Steinau, Steinhaus, Traisbach, Weihershof, Wiesen, Wissels, Wisselsrod, Wolferts | Landkreis Fulda                                                                                                |
| Gericht Bilstein (Amt Eschwege)                                   | Niederhessen                    | Burg Bilstein                                |                                                             |                                                          | Albungen mit Schloss Fürstenstein, Frankershausen, Hitzelrode, Niddawitzhausen, Wipperode, Abterode, Dudenrode, Eltmannshausen, Frankenhain, Hitzerode, Niederhone, Oberhone, der Schaafhof, Vockerode, Weidenhausen und Wellingerode | Werra-Meißner-Kreis                                                                                            |
| Amt Bischhausen                                                   | Niederhessen                    | Bischhausen                                  | 1654                                                        | 1821                                                     | Bischhausen, Grandenborn, Kirchhosbach, Rechtebach, Reichensachsen, Röhrda, Rittmannshausen, Wichmannshausen, Hoheneiche, Jestädt, Langenhain, Motzenrode, Netra (bis 1818), Neuerode, Niederdünzebach, Oberdünzebach, Oetmannshausen und Thurnhosbach. Dazu kommen Orte des Amts Sontra, die 1818 dem Amt Bischhausen angegliedert wurden, Mitterode, Stadthosbach und die Stadt Waldkappel | Werra-Meißner-Kreis                                                                                            |
| Amt Borken                                                        | Niederhessen                    | Borken                                       | 1654                                                        | 1821                                                     | Stadt Borken, Arnsbach, Betzigerode, Bischhausen, Dillich, Dorheim, Gilsa, Gilserhof, Gombeth, Großen-Englis, Haarhausen, Hundshausen, Jesberg, Kalbsburg, Kerstenhausen, Kleinenglis, Marienrode, Nassenerfurth, Neuenhain, Nieder-Urff, Oberndorf, Pfaffenhausen, Reptich, Richerode, Römersberg, Schiffelborn, Schlierbach, Singlis, Stolzenbach, Strang, Trockenerfurth, Udenborn, Waltersbrück, Wenzigerode, Wickersdorf, Zimmersrode und Zwesten | Schwalm-Eder-Kreis                                                                                             |
| Amt Bornheimerberg                                                |                                 | Bergen                                       | 1736 (von Hanau-Münzenberg)                                 | 1821                                                     | Bergen, Berkersheim, Bischofsheim, Bockenheim, Dottenfeld, Eckenheim, Enkheim, Eschersheim, Fechenheim, Ginnheim, Gronau, Heiligenstock, Massenheim, Praunheim, Preungesheim und Seckbach | Frankfurt am Main, Wetteraukreis                                                                               |
| Amt Bovenden                                                      |                                 | Bovenden                                     | 1571                                                        | 1816 (an das Königreichs Hannover)                       | Bovenden, Angerstein, Eddigehausen, Deppoldshausen, Reyershausen, Oberbillingshausen, Holzerode und Spanbeck | Landkreis Göttingen                                                                                            |
| Amt Brandenstein (zum Amt Altengronau)                            | Fürstentum Hanau                | Burg Brandenstein                            | 1717 (von Johann Reinhard III.)                             | 1821                                                     | Elm, Eschers, Gundhelm, Hutten | Main-Kinzig-Kreis                                                                                              |
| Amt Brotterode                                                    | Herrschaft Schmalkalden         | Brotterode                                   | 1360/1583 von Henneberg-Schleusingen                        | 1821                                                     | Brotterode mit Burg Brotterode und Kleinschmalkalden (hess. Anteil) | Landkreis Schmalkalden-Meiningen                                                                               |
| Amt Bücherthal                                                    | Fürstentum Hanau                | Hanau                                        | 1736 (von Hanau-Münzenberg), 1786                           | 1821                                                     | Bruchköbel, Butterstädter Hof, Dörnigheim, Großauheim, Großkrotzenburg, Hochstadt, Kesselstadt, Kilianstädten, Mittelbuchen, Niederissigheim, Niederrodenbach, Oberdorfelden, Oberissigheim, Oberrodenbach, Roßdorf, Rüdigheim, Rumpenheim und Wachenbuchen | Main-Kinzig-Kreis                                                                                              |
| Amt Burghaun                                                      | Großherzogtum Fulda             | Burghaun                                     | 1816 vom Fürstentum Nassau-Oranien-Fulda                    | 1821                                                     | Burghaun, Großenmoor, Gruben, Hechelmannskirchen, Herberts, Hünhan, Klausmarbach, Kleinmoor, Langenschwarz, Mahlerts, Michelsrombach, Oberfeld, Oberrombach, Rhina, Rothenkirchen, Rudolphshan, Schletzenrod, Schlotzau, Steinbach, Wehrda und Wetzlos. | Kreis Hersfeld-Rotenburg                                                                                       |
| Amt Caldern                                                       | Oberhessen                      | Caldern                                      | 1648 nach dem Hessenkrieg                                   | 1821                                                     | Brungershausen, Caldern, Dagobertshausen, Dilschhausen, Elnhausen, Kernbach, Michelbach, Niederweimar und Wehrshausen | Landkreis Marburg-Biedenkopf                                                                                   |
| Amt Carlshafen                                                    | Niederhessen                    | Bad Karlshafen                               | 1814 (aus dem Amt Trendelburg)                              | 1821                                                     | Die Städte Carlshafen und Helmarshausen, das Dorf Langenthal und der Hasselhof | Landkreis Kassel                                                                                               |
| Amt Dorheim                                                       | Fürstentum Hanau                | Dorheim                                      | 1736 (von Hanau-Münzenberg)                                 | 1821                                                     | Dorheim, Nauheim, Rödgen, Schwalheim | Wetteraukreis                                                                                                  |
| Gericht Ebsdorf (zum Amt Treis an der Lumda)                      | Oberhessen                      | Ebsdorf                                      | 1648 nach dem Hessenkrieg                                   | 1821                                                     | Ebsdorf, Erbenhausen, Fortbach, Hachborn, Hassenhausen, Hausen, Heskem, Ilschhausen, Leidenhofen, Mölln und Roßberg | Landkreis Marburg-Biedenkopf                                                                                   |
| Landgericht der vier Herren auf dem Einrich                       | Niedergrafschaft Katzenelnbogen |                                              | 1648 aufgrund des Westfälischen Friedens (Hessen-Rotenburg) | 1816                                                     | Bettendorf, Buch, Egenroth, Eschbach, Gerolstein, Grebenroth, Herold, Holzhausen, Kehlbach, Kördorf, Langenscheid, Lautert, Mappershain, Martenroth, Niederbachheim, Oberbachheim, Obertiefenbach, Oberwallmenach, Oelsberg, Rettershain, Weyer und Winterwerb | Rhein-Lahn-Kreis, Rheingau-Taunus-Kreis                                                                        |
| Amt Eiterfeld                                                     | Großherzogtum Fulda             | Eiterfeld                                    | 1816 vom Fürstentum Nassau-Oranien-Fulda                    | 1821                                                     | Eiterfeld, Arzell, Betzenrod, Bodes, Branders, Buchenau, Dittlofrod, Erdmannrod, Fischbach, Schloss Fürsteneck, Giesenhain, Glaam, Großentaft, Grüffelbach, Hermannspiegel, Körnbach, Leibolz, Leimbach, Malges, Mansbach, Mauers, Meisenbach, Mengers, Müsenbach, Neukirchen, Oberbreitzbach, Oberufhausen, Oberweisenborn, Odensachsen, Raßdorf, Reckrod, Soisdorf, Traischfeld, Unterufhausen und Wölf | Landkreis Fulda, Landkreis Hersfeld-Rotenburg                                                                  |
| Amt Eschwege                                                      | Niederhessen                    | Eschwege                                     | 1567                                                        | 1821                                                     | Stadt Eschwege und die Dörfer Aue, Jestädt, Motzenrode, Neuerode, Schwebda, Völkershausen, Datterode, Frieda und Grebendorf | Werra-Meißner-Kreis                                                                                            |
| Amt Felsberg                                                      | Niederhessen                    | Felsberg                                     | 1567                                                        | 1821                                                     | Stadt Felsberg, Altenbrunslar, Altenburg, Beuern, Böddiger, Deute, Gensungen, Harle, Helmshausen, Hesserode, Hesslar, Hilgershausen, Lohra, Melgershausen, Neuenbrunslar, Niedermöllrich, Niedervorschütz, Rhünda und Unshausen | Main-Kinzig-Kreis                                                                                              |
| Stadt Oldendorf und die Vogtei Fischbeck                          | Grafschaft Schaumburg           | Hessisch Oldendorf                           | 1640 durch Teilung der Grafschaft Schaumburg                | 1821                                                     | Stadt Oldendorf und die Vogtei Fischbeck bestehend aus den Dörfern Barksen, Bensen, Fischbeck, Haddessen, Höfingen, Krückeberg, Pötzen, Weibeck, Wickbolsen und Zersen | Landkreis Schaumburg                                                                                           |
| Amt Frankenberg                                                   | Oberhessen                      | Frankenberg                                  | 1567                                                        | 1821                                                     | Städte Frankenberg und Frankenau, sowie die Dörfer Allendorf, Bottendorf, Birkenbringhausen, (Eder)bringhausen, Dainrode, Dörnholzhausen, Ellershausen, Ernsthausen, Friedrichshausen, Geismar, Haubern, Heine, Hommershausen, Louisendorf, Rengershausen, Rodenbach, Röddenau, Römershausen, Schreufa, Somplar, Wangershausen, Wiesenfeld und Willersdorf | Landkreis Waldeck-Frankenberg                                                                                  |
| Amt Frauensee                                                     |                                 | Kloster Frauensee                            | 1648 von der Abtei Hersfeld                                 | 1816                                                     | Frauensee, Dönges, Gospenroda (bis 1733 zum Amt Hausbreitenbach) und die Höfe Albertshof, Auenheim (Exklave im Amt Hausbreitenbach), Dachsgrube, Hetzeberg, Josthof, Knottenhof (Ober- und Unterhof), Lindigshof, Möllersgrund, Rohnhöfe (Unterrohn), Rienau (Exklave im Amt Hausbreitenbach), Schergeshof, Springen, Weißendiez | Landkreis Eisenach                                                                                             |
| Amt Freudenberg                                                   |                                 | Burg Freudenberg                             | 1582 von von Hoya                                           | 1815 an Hannover                                         | Flecken Bassum und die Dörfer, Hosel, Klenkenborstel, Stühren, Döhren, Osterbinde, Eschenhausen, Hallstädt, Albringhausen, Schorlingborstel, Nienstädt, Neuenkirchen, Wedehorn, Appelstädt, Klein Ringmar, Groß Hollwedel, Wichenhausen, Nienhus und Haft (Freudenberg) | Landkreis Diepholz                                                                                             |
| Amt Friedewald                                                    | Niederhessen                    | Friedewald                                   | 1567                                                        | 1816/1821                                                | Friedewald, Ausbach (1763 zum Landecker Amt), Heiligenmühle (Einzelgut), Herfa, Lautenhausen, Oberneurode; Gericht Heringen: Heringen, Harnrode, Lengers, Widdershausen, Abteroda (1553–1816), Gasteroda (1553–1816), Vitzeroda (1553–1816), Dippach (1733–1816) und Kleinensee (ab 1733) | Landkreis Hersfeld-Rotenburg                                                                                   |
| Gericht Frielendorf (zum Amt Homberg, zuletzt Amt Ziegenhain)     | Grafschaft Ziegenhain           | Frielendorf                                  |                                                             | 1821                                                     | Frielendorf, Ebersdorf, Gebersdorf, Lanertshausen, Leimsfeld, Linsingen, Seigertshausen, Spieskappel und Todenhausen | Schwalm-Eder-Kreis                                                                                             |
| Amt Fritzlar                                                      | Fürstentum Fritzlar             | Fritzlar                                     | 1803 nach dem Reichsdeputationshauptschluss                 | 1821                                                     | Stadt Fritzlar und die Dörfer Rothhelmshausen und Ungedanken | Schwalm-Eder-Kreis                                                                                             |
| Amt Frohnhausen                                                   | Oberhessen                      | Frohnhausen                                  | 1648 nach dem Hessenkrieg                                   | 1821                                                     | Frohnhausen und Hof Stedebach | Landkreis Marburg-Biedenkopf                                                                                   |
| Stadt Fulda und Landamt Fulda                                     | Großherzogtum Fulda             | Fulda                                        | 1816 vom Fürstentum Nassau-Oranien-Fulda                    | 1821                                                     | Stadt Fulda und Armenhof, Bernhards, Besges, Brauhaus, Bronnzell, Burkards, Dietershan, Edelzell, Eichenzell, Engelhelms, Florenberg, Kloster Frauenberg, Giesel, Gläserzell, Hattenroth, Haimbach, Harmerz, Horas, Istergiesel, Schloss Johannesberg, Kämmerzell, Kohlhaus, Künzell, Lehnerz, Lüdermünd, Maberzell, Melperts, Mittelrode, Neuenberg, Niederrode, Niesig, Oberrode, Reinhards, Rodges, Rönshausen, Sickels, Stöckels, Welkers, Zell und Zirkenbach | Landkreis Fulda                                                                                                |
| Amt Gemünden an der Wohra                                         |                                 | Gemünden (Wohra)                             | 1450 von der Grafschaft Ziegenhain                          | 16. Jahrhundert                                          | Gemünden, Josbach, Heimbach, Schiffelbach (ab 1650) und verschiedene Wüstungen | Landkreis Waldeck-Frankenberg                                                                                  |
| Amt Germerode                                                     | Niederhessen                    | Germerode                                    |                                                             |                                                          | Germerode, Alberode, Bernsdorf, Kammerbach, der Mönchehof, Orferode, Rodebach, Schwalbenthal und Wüsterode | Werra-Meißner-Kreis                                                                                            |
| Probstei Göllingen                                                |                                 | Kloster Göllingen                            | 1606 säkularisiert                                          | 1818 an Schwarzburg-Rudolstadt                           | Kloster Göllingen und Göllingen | Kyffhäuserkreis                                                                                                |
| Amt Grebenstein                                                   | Niederhessen                    | Grebenstein                                  | 1567                                                        | 1821                                                     | Städte Grebenstein und Immenhausen und die Dörfer Udenhausen, Mariendorf, Calden, Burguffeln, Holzhausen, Wilhelmshausen und Schachten | Landkreis Kassel                                                                                               |
| Amt Großalmerode                                                  | Niederhessen                    | Großalmerode                                 | 1817 (aus dem Amt Kassel-Neustadt)                          | 1821                                                     | Stadt Großalmerode, Epterode, Eschenstruth, Helsa, Oberlaussungen, Trubenhausen, Uengsterode und Wickenrode | Landkreis Kassel                                                                                               |
| Amt Großenlüder                                                   | Großherzogtum Fulda             | Großenlüder                                  | 1816 vom Fürstentum Nassau-Oranien-Fulda                    | 1821                                                     | Großenlüder, Blankenau, Brandlos, Eichenau, Gersrod, Hainzell, Hauswurz, Hosenfeld, Jossa, Kleinlüder, Lütterz, Malkes, Müs, Oberbimbach, Pfaffenrod, Poppenrod, Salzschlirf, Schletzenhausen, Uffhausen und Unterbimbach | Landkreis Fulda                                                                                                |
| Amt Gudensberg                                                    | Niederhessen                    | Gudensberg                                   | 1567                                                        | 1821                                                     | Städte Gudensberg und die Dörfer Balhorn, Besse, Cappel, Dissen, Dorla, Elben, Elberberg, Ermetheis, Fehrenberg, Geismar, Gleichen, Grifte, Haddamar, Haldorf, Heimarshausen, Holzhausen mit Hof Heydstadt, Kirchberg, Lohne, Maden, Metze, Merxhausen, Niedenstein, Ober-Möllrich, Ober-Vorschütz, Riede, Sand mit Offenhausen, Wehren, Werkel, Wichdorf | Schwalm-Eder-Kreis                                                                                             |
| Amt Haina                                                         | Oberhessen                      | Haina                                        | 1648 nach dem Hessenkrieg                                   | 1821                                                     | Haina, Altenhaina, Battenhausen, Ellnrode, Haddenberg, Halgehausen, Hüttenrode, Löhlbach und Dodenhausen | |
| Amt Steinbach-Hallenberg                                          | Herrschaft Schmalkalden         | Hallenberg                                   | 1360/1583 von Henneberg-Schleusingen                        | 1821                                                     | Steinbach-Hallenberg, Altersbach, Bermbach, Herges-Hallenberg, Oberschönau, Rotterode, Springstille und Unterschönau | Landkreis Schmalkalden-Meiningen                                                                               |
| Amt Hauneck                                                       | Fürstentum Hersfeld             | Burg Hauneck                                 | 140 von von Haune                                           | 1821                                                     | Hauneck, Holzheim, Kruspis, Oberstoppel, Stärklos, Unterstoppel | Landkreis Hersfeld-Rotenburg.                                                                                  |
| Amt Hausbreitenbach (und Berka)                                   |                                 | Burg Breitenbach                             | 1648 (vom Stift Herfeld)                                    | 1733 Teilung zwischen Hessen und Sachsen-Weimar-Eisenach | Berka/Werra, Hausbreitenbach, Fernbreitenbach, Herda, Horschlitt, Wünschensuhl; Dörfer, die bei der Teilung zu Hessen kamen: Dippach, Gospenroda, Abteroda, Gasteroda Vitzeroda | Verwaltungsbezirk Eisenach (Thüringer Teil), Amt Friedewald und Amt Frauensee (hessischer Teil), Wartburgkreis |
| Amt Helmarshausen (zum Amt Trendelburg dann zum Amt Carlshafen)   | Niederhessen                    | Helmarshausen                                | 1538/1597                                                   | im 18. Jahrhundert                                       | Stadt Helmarshausen, dem Hof Krukenberg und dem Dorf Langenthal | Landkreis Kassel                                                                                               |
| Amt Herrenbreitungen                                              | Herrschaft Schmalkalden         | Herrenbreitungen                             | 1360/1583 von Henneberg-Schleusingen                        | 1821                                                     | Herrenbreitungen und die Dörfer Barchfeld, Elmenthal, Fambach (Vanebach), Herges-Vogtei, Heßles, Laudenbach, Trusen und Wahles | Landkreis Schmalkalden-Meiningen                                                                               |
| Amt Hersfeld                                                      | Fürstentum Hersfeld             | Hersfeld                                     | 1648 von der Abtei Hersfeld                                 | 1821                                                     | Stadt Hersfeld und Friedlos, Reilos, Heenes, Kalkobes, Allmershausen, Bingartes (Hof), Meisebach (Hof), Hählgans, Ludwigsaumühle, Kupfermühle | Landkreis Hersfeld-Rotenburg                                                                                   |
| Amt Hessenstein (zum Amt Frankenberg)                             | Oberhessen                      | Burg Hessenstein                             | 1648 nach dem Hessenkrieg                                   | 1821                                                     | Bringhausen und die Höfe Hessenstein und Treisbach | Landkreis Waldeck-Frankenberg                                                                                  |
| Amt Hofgeismar                                                    | Niederhessen                    | Hofgeismar                                   | 1567                                                        | 1821                                                     | Stadt Hofgeismar und die Dörfer Carlsdorf, Friedrichsdorf, Kelse, Liebenau, Schönberg und der Röddenhof | Landkreis Kassel                                                                                               |
| Amt Hohenstein                                                    | Niedergrafschaft Katzenelnbogen | Burg Hohenstein                              | 1648 aufgrund des Westfälischen Friedens (Hessen-Rotenburg) | 1816                                                     | Burg Hohenstein, Langenschwalbach, Gronau, sowie dem „Geroldsteiner Lehn“ (Ober- und Nieder-Fischbach etc.) | Rheingau-Taunus-Kreis                                                                                          |
| Amt Homberg                                                       | Niederhessen                    | Homberg                                      | 1567                                                        | 1821                                                     | Stadt Homberg, Allendorf, Allmuthshausen, Baßfeld, Berge, Berndshausen, Bubenrode, Caßdorf, Dickershausen, Dörnishöfe, Schloss und Dorf Falkenberg, Freudenthal, Hebel, Hergetsfeld, Holzhausen, Hombergshausen, Largesberg, Lembach, Lendorf, Leuderode, Lützelwig, Mardorf, Mörshausen, Mosheim, Mühlhausen, Nieder-Beisheim, Ober-Beisheim, \|Reddingshausen, Reibehausen, Remsfeld, Rodemann, Roppershain, Rockshausen, \|Rückersfeld, Hospital St. Georg, Sauerburg, Schellbach, Sipperhausen, Sondheim, Steindorf, Uttershausen, Verna, Völkershain, Wabern, Wasmuthshausen, Weiferode, Wernswig, Willingshain und Zennern                                                                                             | Schwalm-Eder-Kreis                                                                                             |
| Stadt und Amt Hünfeld                                             | Großherzogtum Fulda             | Hünfeld                                      | 1816 vom Fürstentum Nassau-Oranien-Fulda                    | 1821                                                     | Stadt Hünfeld und Dammersbach, Gotthards, Großenbach, Haselstein, Hausarmen, Hofaschenbach, Kirchhasel, Mackenzell, Mahlerts, Marbach, Mittelaschenbach, Molzbach, Morles, Nüst, Oberaschenbach, Obernüst, Rimmels, Rödergrund, Roßbach, Rückers, Sandberg, Sargenzell, Schwarzbach, Setzelbach, Silges, Stendorf, Unterbernhards, Wallings und Wittges | Landkreis Fulda                                                                                                |
| Amt Jesberg                                                       | Niederhessen                    | Jesberg                                      | 1791                                                        | 1821                                                     | Jesberg, Brünchenhain, Elnrode, Hundshausen, Richerode und Strang | Schwalm-Eder-Kreis                                                                                             |
| Amt Johannesberg (zum Amt Hauneck)                                | Fürstentum Hersfeld             | Johannesberg                                 | 1648 von der Abtei Hersfeld                                 | 1821                                                     | Johannesberg, Hilpershausen, Kohlhausen, Oberhaun und Unterhaun | Landkreis Hersfeld-Rotenburg                                                                                   |
| Amt Kassel-Neustadt                                               | Niederhessen                    | Kassel                                       | 1818 umbenannt in Amt Waldau                                |                                                          | | |
| Gericht Katzenberg (zum Amt Neustadt)                             | Fürstentum Fritzlar             | Katzenberg                                   | 1803 nach dem Reichsdeputationshauptschluss                 | 1821                                                     | Ohmes, Ruhlkirchen, Seibelsdorf und Vockenrod | Landkreis Marburg-Biedenkopf                                                                                   |
| Stadt und Amt Kirchhain                                           | Oberhessen                      | Kirchhain                                    | 1648 nach dem Hessenkrieg                                   | 1821                                                     | Stadt Kirchheim und die Dörfer Burgholz, Langenstein und Niederwald | Landkreis Marburg-Biedenkopf                                                                                   |
| Vogtei Kreuzberg                                                  | Niederhessen                    | Kreuzberg                                    | 1648 (vom Stift Herfeld)                                    | 1821                                                     | Kreuzberg, seit dem 18. Jh.: Philippsthal mit Schloss Philippsthal, die Dörfer Hillartshausen und Oberzella sowie die Höfe Gethsemane, Harnrode, Nippe (zu Röhrigshof), Röhrigshof, Thalhausen, Unterneurode, Badelachen, Heiligenroda, Niederndorf, Sachsenhain (zu Oberzella), Schwenge und Unterzella | Landkreis Hersfeld-Rotenburg                                                                                   |
| Amt Landeck                                                       | Niederhessen                    | Burg Landeck                                 | 1648 (vom Stift Herfeld)                                    | 1821                                                     | Dinkelrode, Ehrenthal, Heimboldshausen, Hillartshausen, Hilmes, Kahlhausen, Konrode, Lampertsfeld, Landershausen, Malkomes, Motzfeld, Oberlengsfeld, Ransbach, Rimmrode, Schenklengsfeld, Schenksolz, Thalhausen, Unterweisenborn, Wehrshausen, Wüstfeld, Heckenhausen (heute Wüstung), Zimmers | Landkreis Hersfeld-Rotenburg                                                                                   |
| Amt Lichtenau                                                     | Niederhessen                    | Hessisch Lichtenau                           | 1567                                                        | 1821                                                     | Stadt Lichtenau und die Dörfer Friedrichsbrück, Fürstenhagen, Harmuthsachsen, Hasselbach, Hausen, Hollstein, Hopfelde, Küchen, Laudenbach, Quentel, Reichenbach, Retterode, Rommerode, St. Ottilien, Velmeden, Walburg, Wickersrode, Wollstein und die Höfe Glimmerode, Hambach und Steinholz | Werra-Meißner-Kreis                                                                                            |
| Gericht Lohra (zum Amt Frohnhausen)                               | Oberhessen                      | Lohra                                        | 1648 nach dem Hessenkrieg                                   | 1821                                                     | Altenvers, Argenstein, Bellnhausen, Damm, Holzhausen, Kirchvers, Lohra, Nanzhausen, Niederwalgern, Oberwalgern, Reimershausen, Rodenhausen, Rollshausen, Roth, Seelbach, Weipoltshausen, Wenkbach und Willershausen | Landkreis Marburg-Biedenkopf                                                                                   |
| Amt Lohrhaupten (am Ende gemeinsame Verwaltung mit Amt Bieber)    | Fürstentum Hanau                | Lohrhaupten                                  | 1736 (von Hanau-Münzenberg)                                 | 1821                                                     | Lohrhaupten, Flörsbach, Kempfenbrunn und Mosborn | Main-Kinzig-Kreis                                                                                              |
| Amt Ludwigstein (zum Amt Witzenhausen)                            | Niederhessen                    | Ludwigstein                                  |                                                             | 1821                                                     | Ludwigstein, Ellingerode, Hilgershausen, Hundelshausen, Burg Ludwigstein, Oberrieden, Roßbach, Weißenbach, Wendershausen und dem Hof Vollung | Werra-Meißner-Kreis                                                                                            |
| Stadt und Amt Marburg                                             | Oberhessen                      | Marburg                                      | 1648 nach dem Hessenkrieg                                   | 1821                                                     | Stadt Marburg und die Dörfer Cappel, Marbach, Ockershausen und Wehrda | Landkreis Marburg-Biedenkopf                                                                                   |
| Hoheitsamt Meerholz                                               | Fürstentum Isenburg             | Meerholz                                     | 1816 vom Ysenburg-Büdingen-Meerholz                         | 1821                                                     | Gericht Meerholz (Meerholz, Gettenbach, Gondsroth, Hailer, Haitz, Lieblos, Neuenhaßlau, Niedergründau, Niedermittlau, Roth, Rothenbergen), Gericht Langenselbold (Langenselbold nebst den Höfen Bruderdiebach und Baumwiese; sodann der Geisfurth-Ried und Obermühle, Hüttengesäß, Langendiebach nebst dem Reußerhof und der Untermühle, Neuwiedermuß, Ravolzhausen, Rückingen) | Main-Kinzig-Kreis                                                                                              |
| Amt Melsungen                                                     | Niederhessen                    | Melsungen                                    |                                                             | 1821                                                     | Stadt Melsungen und die Dörfer Adelshausen, Albshausen, Dagobertshausen, Elfershausen, Empfershausen, Grebenau, Kehrenbach, Kirchhof, Körle, Lobenhausen, Malsfeld, Obermelsungen, Ostheim, Röhrenfurth, Schwarzenberg, Wagenfurth, Wollerode, Kloster Breitenau, Büchenwerra, Ellenberg und Guxhagen | Schwalm-Eder-Kreis                                                                                             |
| Kellerei Naumburg (zum Amt Windecken)                             | Fürstentum Hanau                | Schloss Naumburg                             | 1736 (von Hanau-Münzenberg)                                 | 1821                                                     | Schloss Naumburg und Erbstadt | Main-Kinzig-Kreis                                                                                              |
| Amt Naumburg                                                      | Fürstentum Fritzlar             | Naumburg                                     | 1803 nach dem Reichsdeputationshauptschluss                 | 1821                                                     | Naumburg, Altendorf und Altenstädt | Landkreis Kassel                                                                                               |
| Amt Nentershausen                                                 | Niederhessen                    | Nentershausen                                |                                                             | 1821                                                     | Nentershausen, Blankenbach, Bosserode, Machtlos, Süß, Weißenhasel, der Diedingsmühle und den Höfen Hohensüß, Schneidemühle und Tannenberg | Landkreis Hersfeld-Rotenburg                                                                                   |
| Amt Neuengleichen                                                 |                                 | Wittmarshof                                  | 1451                                                        | 1825                                                     | Etzenborn, Mackenrode und Sattenhausen sowie jeweils ein Viertel von Benniehausen, Bremke, Gelliehausen und Wöllmarshausen | Landkreis Göttingen                                                                                            |
| Amt Neuenstein                                                    | Niederhessen                    | Neuenstein                                   |                                                             | 1821                                                     | Raboldshausen, Appenfeld, Beenhausen, Ellingshausen, Ersrode, Friedigerode, Gerterode, Grebenhagen, Hainrode. Hauptschwenda, Hof Henerode, Hülsa, Schloss Ludwigseck, Mühlbach, Schloss Neuenstein, Nieder-Thalhausen, Ober-Thalhausen Richberg, Saasen, Salzberg, Stadt Schwarzenborn, Höfe Emrichsrode, Kammershagen, Trunsbach und Wallenstein | Schwalm-Eder-Kreis                                                                                             |
| Amt Neuhof                                                        | Großherzogtum Fulda             | Neuhof                                       | 1816 vom Fürstentum Nassau-Oranien-Fulda                    | 1821                                                     | Neuhoff und die Dörfer Büchenberg, Buchenrod, Döllbach, Dorfborn, Eichenried, Ellers, Flieden, Hattenhof, Höf und Haid, Kauppen, Kerzell, Löschenrod, Magdlos, Mittelkalbach, Neustadt, Niederkalbach, Opperz, Rommerz, Rothemann, Rückers, Schweben, Stork, Veitsteinbach, Weidenau, Ziegel und Zillbach | Landkreis Fulda                                                                                                |
| Amt Neukirchen                                                    | Grafschaft Ziegenhain           | Neukirchen                                   | 14. Jahrhundert                                             | 1821                                                     | Neukirchen, Asterode, Berfa, Hattendorf, Görzhain, Holzburg, Immichenhain, Nausis, Ottrau, Riebelsdorf, Röllshausen, Ropperhausen, Rückershausen, Salmshausen, Schönberg und Schrecksbach | Schwalm-Eder-Kreis.                                                                                            |
| Amt Neustadt                                                      | Fürstentum Fritzlar             | Neustadt                                     | 1803 nach dem Reichsdeputationshauptschluss                 | 1821                                                     | Neustadt, Allendorf, Erksdorf und Momberg | Landkreis Marburg-Biedenkopf                                                                                   |
| Amt Niederaula und Gericht Hattenbach                             |                                 | Niederaula                                   | 1648 von der Abtei Hersfeld                                 | 1821                                                     | Niederaula, Allendorf, Asbach, Beiershausen, Frielingen, Gersdorf, Gershausen, Goßmannsrode, Heddersdorf, Kemmerode, Kerspenhausen, Kirchheim, Kleba, Mengshausen, Niederjossa, Reckerode, Reimboldshausen, Rotterode, Solms, Willingshain und Schloss Hattenbach | Landkreis Hersfeld-Rotenburg                                                                                   |
| Gericht Nordeck (zum Amt Treis an der Lumda)                      | Oberhessen                      | Burg Nordeck                                 | 1648 nach dem Hessenkrieg                                   | 1821                                                     | Nordeck, Wermertshausen und Winnen | Landkreis Gießen                                                                                               |
| Amt Oberaula                                                      | Grafschaft Ziegenhain           | Oberaula                                     | 1450 von der Grafschaft Ziegenhain                          | 1821                                                     | Oberaula, Breitenbach, Christerode, Gehau, Hatterode, Hausen, Schloss Herzberg, Ibra, Lingelbach, Machtlos, Oberjossa, Olberode, Ottersbach, Schorbach, Wahlshausen und Weißenborn | Landkreis Hersfeld-Rotenburg                                                                                   |
| Amt Obergeis (zuletzt Teil des Amtes Hersfeld)                    | Fürstentum Hersfeld             | Obergeis                                     | 1648 von der Abtei Hersfeld                                 | 1821                                                     | Obergeis, Aua, Biedebach, Gittersdorf, Untergeis und der Hof Erzebach | Landkreis Hersfeld-Rotenburg                                                                                   |
| Stadt Obernkirchen und die Vogtei Hattendorf                      | Grafschaft Schaumburg           | Obernkirchen                                 | 1640 durch Teilung der Grafschaft Schaumburg                | 1821                                                     | Stadt Obernkirchen und die Vogtei Hattendorf bestehend aus den Dörfern Altenhagen, Antendorf, Becke, Bernsen, Borstel, Cathrinhagen, Escher, Hattendorf, Klein Holtensen, Kreyenhagen, Langenfeld, Liekwegen, Poggenhagen, Pohle (anteilig; der Rest zum Amt Rodenberg), Raden, Rannenberg, Rehren, Rolfshagen, Röhrkasten, Schernbeck, Schoholtensen, Westerwald, Wiersen und den Höfen Bodenengern, Kattenbruch, Nienfeld, Oelbergen, Südhagen und Wormsthal | Landkreis Schaumburg                                                                                           |
| Amt Ortenberg                                                     |                                 | Ortenberg                                    | 1601                                                        | 1810                                                     | Bergheim (Ortenberg), Bleichenbach, Enzheim, Kloster Konradsdorf, Selters und Wippenbach | Wetteraukreis                                                                                                  |
| Gericht Petersberg (zum Amt Obergeis)                             | Fürstentum Hersfeld             | Petersberg                                   | 1648 von der Abtei Hersfeld                                 | 1821                                                     | Petersberg, Kathus, Oberrode, Rotensee und Sorga | Landkreis Hersfeld-Rotenburg                                                                                   |
| Amt Pfalzfeld                                                     | Niedergrafschaft Katzenelnbogen | Pfalzfeld                                    | 1648 aufgrund des Westfälischen Friedens (Hessen-Rotenburg) | 1816                                                     | Pfalzfeld und einigen benachbarten Dörfern auf dem Hunsrück | Rhein-Hunsrück-Kreis                                                                                           |
| Gericht Ramholz (zum Amt Altengronau)                             |                                 | Ramholz                                      | 1806 von Degenfeld-Schonburg                                | 1821                                                     | Ramholz, Hinkelhof und Vollmerz | Main-Kinzig-Kreis                                                                                              |
| Amt Rauschenberg                                                  | Oberhessen                      | Rauschenberg                                 | 1450 von der Grafschaft Ziegenhain                          | 1821                                                     | Rauschenberg, Ernsthausen, Wambach, Wolferode, Hatzbach, Speckswinkel, Erksdorf, Langendorf, Wohra, Himmelsberg, Josbach und Albshausen | Landkreis Marburg-Biedenkopf                                                                                   |
| Amt Reichenberg                                                   | Niedergrafschaft Katzenelnbogen | Schloss Reichenberg                          | 1648 aufgrund des Westfälischen Friedens (Hessen-Rotenburg) | 1816                                                     | Reichenberg, Talreichenberg und Nastätten | Rhein-Lahn-Kreis                                                                                               |
| Gericht Reitzberg (zum Amt Caldern)                               | Oberhessen                      | Cent Reitzberg                               | 1648 nach dem Hessenkrieg                                   | 1821                                                     | Allna, Cyriaxweimar, Gisselberg, Haddamshausen, Hermershausen, Kehna, Nesselbrunn, Oberweimar, Ronhausen, Weiershausen, Weitershausen und Wolfshausen | Landkreis Marburg-Biedenkopf                                                                                   |
| Amt Rheinfels                                                     | Niedergrafschaft Katzenelnbogen | Burg Rheinfels                               | 1648 aufgrund des Westfälischen Friedens (Hessen-Rotenburg) | 1816                                                     | Burg Rheinfels, Stadt Sankt Goar, Sankt Goarshausen und Burg Katz | Rhein-Hunsrück-Kreis                                                                                           |
| Amt Rodenberg                                                     | Grafschaft Schaumburg           | Rodenberg                                    | 1640 durch Teilung der Grafschaft Schaumburg                | 1821                                                     | Stadt Rodenberg und die Dörfer Algesdorf, Apelern, Beckedorf, Groß Hegesdorf, Groß Nenndorf, Grove, Haste, Heidbrinck, Helsinghausen, Hohnhorst, Horsten, Iddensermohr, Klein-Hegesdorf, Klein-Nenndorf, Kreuzriehe, Lyhren, Mathe, Mühlenstraße, Niengraben, Nordbruch, Ohndorf, Ottensen, Pohle (anteilig, der Rest zur Vogtei Hattendorf), Rehren, Rehrewiese, Reinsdorf, Reinsen, Reinebold, Riehe, Riepen, Rodenbergerthor, Schöttlingen, Soldorf und Waltringhausen | Landkreis Schaumburg                                                                                           |
| Amt Rodheim                                                       |                                 | Rodheim vor der Höhe                         | 1736 (von Hanau-Münzenberg)                                 | 1821                                                     | Burgholzhausen vor der Höhe, („Holzhausen“), seit 1741 Nieder-Eschbach, Ober-Eschbach, Rodheim und Steinbach | Hochtaunuskreis, Wetteraukreis                                                                                 |
| Stadt und Amt Rosenthal                                           | Oberhessen                      | Rosenthal                                    | 1648 nach dem Hessenkrieg                                   | 1821                                                     | Städte Rosenthal und Gemünden (Wohra) und die Dörfer Bockendorf, Grüsen, Herbelhausen, Lehnhausen, Mohnhausen, Oberholzhausen, Römershausen und Sehlen | Landkreis Waldeck-Frankenberg                                                                                  |
| Amt Rothenburg                                                    | Niederhessen                    | Rothenburg                                   | 1567                                                        | 1821                                                     | Stadt Rotenburg und die Dörfer Asmushausen, Atzelrode, Baumbach, Bebra, Blankenheim, Braach, Braunhausen, Breitenbach, Dankerode, Erkshausen, Erdpenhausen, Gilfershausen, Hausen, Hergershausen, Hönebach, Iba, Imshausen, Licherode, Lichtenhagen, Lispenhausen, Lüdersdorf, Meckbach, Mecklar, Mündershausen, Nausis, Nenterode, Niedergude, Niederellenbach, Oberellenbach, Obergude, Obersuhl, Raßdorf, Rengshausen, Ronshausen, Schwarzenhasel, Seifertshausen, Sterkelshausen, Solz, Weiterode, Schloss Wildeck, Wüstefeld und die Höfe Almershof, Alteteich, Bauhaus, Bellers, Bocksrode, Blumenstein, Dickerrück, Ellingrode, Gündelrode, Güttels, Libenz, Michels, Pflanzgraben, Schildhof und die Friedrichshütte | Landkreis Hersfeld-Rotenburg                                                                                   |
| Amt Sababurg                                                      | Niederhessen                    | Sababurg                                     |                                                             |                                                          | Das Schloss Sababurg, die Flecken Veckerhagen und Lippoldsberg, die Dörfer Arenborn, Gewissenruh, Gieselwerder, Gottsbüren, Gottstreu, Heisebeck, Hombressen, Vaake, Wahlshausen und die Höfe Bebebeck, Glashütte, Klosterhof und Weisehütte | Landkreis Kassel                                                                                               |
| Amt Sachsenhagen (zuletzt Teil des Amtes Rodenberg)               | Grafschaft Schaumburg           | Sachsenhagen                                 | 1640 durch Teilung der Grafschaft Schaumburg                | 1821                                                     | Stadt Sachsenhagen und die Dörfer Auhagen, Düdinghausen und Kuhle | Landkreis Schaumburg                                                                                           |
| Stadt und Amt Salmünster                                          | Großherzogtum Fulda             | Salmünster                                   | 1816 vom Fürstentum Nassau-Oranien-Fulda                    | 1821                                                     | Stadt Salmünster und Ahl, Eckardroth, Herolz, Kerbersdorf, Klesberg, Marborn, Neustädtel, Rabenstein, Rebsdorf, Romsthal, Sannerz, Sarrod, Soden, Uerzell, Ulmbach, Wahlert und Weiperz | Main-Kinzig-Kreis                                                                                              |
| Amt Schaumburg                                                    | Grafschaft Schaumburg           | Schloss Schaumburg                           | 1640 durch Teilung der Grafschaft Schaumburg                | 1821                                                     | Schloss Schaumburg, die Weser Vogtei, die Vogtei Exten und das Klostergericht Möllenbeck. Die Weser Vogtei umfasst die Dörfer Ahe, Deckbergen, Engern, Großenwieden, Kleinenwieden, Kohlenstädt, Ostendorf, Rohden, Rosenthal, Segelhorst, Todenmann, Welsede und Westendorf. Die Vogtei Exten umfasst die Dörfer Exten, Friedrichshöhe, Friedrichswald, Hohenrode, Krankenhagen, Sarbsa, Strücken, Uchtdorf, Volksen, Wennenkamp und Weseberg. das Das Klostergericht Möllenbeck umfasste Möllenbeck und Hessendorf | Landkreis Schaumburg                                                                                           |
| Gericht Schildschlag (zum Amt Hauneck)                            | Fürstentum Hersfeld             | Johannesberg                                 | 1648 von der Abtei Hersfeld                                 | 1821                                                     | Eitra, Sieglos und Wippershain | Landkreis Hersfeld-Rotenburg                                                                                   |
| Stadt und Amt Schlüchtern (zuletzt gemeinsam mit dem Amt Steinau) | Fürstentum Hanau                | Schlüchtern                                  | 1736 (von Hanau-Münzenberg)                                 | 1821                                                     | Stadt Schlüchtern und die Dörfer Ahlersbach, Bellings, Breitenbach, Hintersteinau Hohenzell, Kressenbach, Marjoß, Niederzell, Reinhards und Wallroth | Main-Kinzig-Kreis                                                                                              |
| Amt Schmalkalden                                                  | Herrschaft Schmalkalden         | Schmalkalden                                 | 1360/1583 von Henneberg-Schleusingen                        | 1821                                                     | Stadt Schmalkalden und die Dörfer Asbach, Aue, Au-Wallenburg, Atzerode, Breitenbach, Floh, (Ober-)Grumbach, Haindorf, Helmershof, Hohleborn, Mittelschmalkalden, Mittelstille, Näherstille, Nesselhof, Reichenbach, Schnellbach, Seligenthal, Struth, Volkers und Weidebrunn | Landkreis Schmalkalden-Meiningen                                                                               |
| Gericht Schönstadt (zum Amt Marburg)                              | Oberhessen                      | Schönstadt                                   | 1648 nach dem Hessenkrieg                                   | 1821                                                     | Bernsdorf, Betziesdorf, Bracht, Bürgeln, Kölbe, Reddehausen, Schönstadt, Schwarzenborn und dem Hof Fleckenbühl | Landkreis Marburg-Biedenkopf                                                                                   |
| Amt Schönstein mit Stadt Treysa                                   |                                 | Burg Schönstein                              |                                                             | 1821                                                     | Stadt Treysa, Appenhain, Densberg, Frankenhain, Heimbach, Itzenhain, Lischeid, Moischeid, Sachsenhausen, Schönau, Sebbeterode, Treysbach und Winterscheid | Schwalm-Eder-Kreis                                                                                             |
| Amt Schwarzenfels                                                 | Fürstentum Hanau                | Schwarzenfels                                | 1736 (von Hanau-Münzenberg)                                 | 1821                                                     | Schwarzenfels, Breunings, Heubach, Mottgers, Neuengronau, Oberzell, Sterbfritz, Uttrichshausen, Weichersbach und Züntersbach | Main-Kinzig-Kreis                                                                                              |
| Gericht Seelheim (zum Amt Kirchhain)                              | Oberhessen                      | Seelheim                                     | 1648 nach dem Hessenkrieg                                   | 1821                                                     | Großseelheim, Kleinseelheim und Schönbach | Landkreis Marburg-Biedenkopf                                                                                   |
| Amt Sontra                                                        | Niederhessen                    | Sontra                                       | 1567                                                        | 1821                                                     | Stadt Sontra und die Dörfer Archfeld, Berneburg, Breitzbach, Breitau, Dens, Frauenborn, Herleshausen, Holzhausen, Hornel, Königswald, Krauthausen, Lindenau, Lüderbach, Markershausen, Mitterode, Mönchhosbach, Nesselröden, Rautenhausen, Renda, Richelsdorf, Rockensüß, Stadthosbach, Ulfen, Unhausen, Weißenborn, Willershausen, Wölfterode, Wommen und die Höfe Altefeld, Berlitzgrube, Erdmannshain, Hahnhof, Hasengarten, Hohenhaus, Hoppach, Kornberg, Lüstenfeld, Menglers, Metzlar, Rittersberg, Siegelshof, Urlettich, Welda, Wellingerode | Werra-Meißner-Kreis                                                                                            |
| Amt Spangenberg                                                   | Niederhessen                    | Spangenberg                                  | 1567                                                        | 1821                                                     | Stadt Spangenberg und die Dörfer Altmorschen, Beiseförth, Bergheim, Binsförth, Bischofferode, Burghofen, Konnefeld, Diemerode, Elbersdorf, Eltmannsee, Eubach, Friemen, Gehau, Günsterode, Kloster Haydau, Heina, Heinebach, Heyerode, Hetzerode, Herlefeld, Kaltenbach, Landefeld, Mäckelsdorf, Metzebach, Mörshausen, Nausis, Neumorschen, Pfieffe, Schemmern, Schnellrode, Stolzhausen, Vockerode, Weidelbach, Wichte und die Höfe Dinkelberg, Grüneis, Gut Halbersdorf und Stölzingen | Schwalm-Eder-Kreis                                                                                             |
| Amt Steinau (zuletzt gemeinsam mit dem Amt Schlüchtern)           | Fürstentum Hanau                | Steinau an der Straße                        | 1736 (von Hanau-Münzenberg)                                 | 1821                                                     | Stadt Steinau und Seidenroth | Main-Kinzig-Kreis                                                                                              |
| Ganerbschaft Treffurt (Anteil)                                    |                                 | Treffurt                                     | Burgfrieden von 1336                                        | 1736 an das Kurfürstentum Sachsen                        | Treffurt mit der Burg Normannstein, Falken, Großburschla, Kleintöpfer mit Vorwerk Karnberg, Schierschwende, Schnellmannshausen (Unterdorf), Wendehausen und die Vogtei Dorla (Oberdorla, Niederdorla und Langula) | Wartburgkreis                                                                                                  |
| Amt Treis an der Lumda                                            | Oberhessen                      | Treis an der Lumda                           | 1648 nach dem Hessenkrieg                                   | 1821                                                     | Treis an der Lumda, Sichertshausen | Landkreis Marburg-Biedenkopf                                                                                   |
| Amt Trendelburg                                                   | Niederhessen                    | Trendelburg                                  |                                                             | 1821                                                     | Stadt Trendelburg und die Dörfer Deisel, Eberschütz, Friedrichsfeld, Hümme, Lamerden, Ostheim, Sielen, Stammen und die Höfe Abgunst und Wülmersen | Landkreis Kassel                                                                                               |
| Amt Uchte                                                         |                                 | Uchte                                        | 1700 von von Bentheim-Tecklenburg-Limburg                   | 1806 an Hannover                                         | | Landkreis Nienburg/Weser                                                                                       |
| Amt Vacha                                                         |                                 | Vacha                                        | 1648 vom Hochstift Fulda                                    | 1816 an das Großherzogtum Sachsen-Weimar-Eisenach        | Stadt Vacha, die Dörfer, Hüttenroda, Niederoechsen, Oechsen, Pferdsdorf, Räsa, Sünna und Unterbreizbach sowie die Höfe Deicheroda, Hofwiesen, Mosa, Mühlwärts und Rodenberg | Wartburgkreis                                                                                                  |
| Gericht Viermünden (zum Amt Frankenberg)                          | Oberhessen                      | Viermünden                                   | 1648 nach dem Hessenkrieg                                   | 1821                                                     | Oberorke, Schreufa und Viermünden | Landkreis Waldeck-Frankenberg                                                                                  |
| Gericht Völkershausen                                             |                                 | Völkershausen                                | 1706 von von Völkershausen                                  | 1816 an das Großherzogtum Sachsen-Weimar-Eisenach        | Völkershausen, Mariengart, Martinroda, Willmanns und Wölferbütt | Wartburgkreis                                                                                                  |
| Hoheitsamt Wächtersbach                                           | Fürstentum Isenburg             | Wächtersbach                                 | 1816 vom Ysenburg-Büdingen-Meerholz                         | 1821                                                     | Gericht Wächtersbach (Wächtersbach, Breitenborn, Helfersdorf, Hellstein, Hesseldorf, Leisenwald, Neuenschmidten, Schlierbach, Spielberg, Streitberg, Udenhain, Waldensberg, Weilers, Wittgenborn, Wolferborn), Gericht Birstein (Birstein, Bösgesäß, Fischborn, Hettersroth und Höfen, Katholisch-Willenroth, Kirchbracht, Lichenroth, Mauswinkel, Oberreichenbach, Obersotzbach, Radmühl, Unterreichenbach, Untersotzbach, Völzberg, Wettges und Wüstwillenroth) | Main-Kinzig-Kreis, Wetteraukreis                                                                               |
| Amt Waldau                                                        | Niederhessen                    | Waldau                                       | 14. Jahrhundert                                             | 1821                                                     | Waldau, Bergshausen, Bettenhausen, Crumbach, Dennhausen, Dittershausen, Dörnhagen, Eiterhagen, Heiligenrode, Niederkaufungen, Nieste, Ochshausen, Sandershausen, Vollmarshausen, Wattenbach, Wellerode und die Höfe Agathof, Buntehof, Ellenbach, Fischhaus, Försterhaus, Kupferhammer, Messingshof, Rottebreite, Sensenstein und Windhausen. | Landkreis Kassel                                                                                               |
| Gericht Wallenstein (zum Amt Homberg dann zum Amt Neuenstein)     | Niederhessen                    | Burgruine Wallenstein                        | 1745/47 nach dem Aussterben der von Walde                   | 18. Jahrhundert                                          | Wallenstein, Appenfeld, Hülsa, Salzberg | Schwalm-Eder-Kreis                                                                                             |
| Gericht Waltersbrück (zum Amt Jesberg)                            | Niederhessen                    | Waltersbrück                                 |                                                             | 1821                                                     | Bischhausen, Dorheim, Schlierbach und Waltersbrück | Schwalm-Eder-Kreis                                                                                             |
| Amt Wanfried                                                      | Niederhessen                    | Wanfried                                     |                                                             | 1821                                                     | Wanfried, Altenburschla, Heldra, Rambach, Weißenborn | Werra-Meißner-Kreis                                                                                            |
| Kirchspiel Weißenstein (zum Amt Bauna ab 1804 Amt Wilhelmshöhe)   | Niederhessen                    | Kloster Weißenstein                          |                                                             |                                                          | Kirchditmold, Rothenditmold, Wahlershausen und Wehlheiden | Landkreis Kassel                                                                                               |
| Amt Wetter                                                        | Oberhessen                      | Wetter                                       | 1648 nach dem Hessenkrieg                                   | 1821                                                     | Stadt Wetter und die Dörfer Amönau, Göttingen, Mellnau, Mittelsimtshausen, Münchhausen, Niederrosphe, Nieder-Wetter, Oberndorf, Oberrosphe, Obersimtshausen, Sarnau, Sterzhausen, Todenhausen, Treisbach, Unterrosphe, Untersimtshausen, Warzenbach und Wollmar | Landkreis Marburg-Biedenkopf                                                                                   |
| Amt Wilhelmshöhe                                                  | Niederhessen                    | Wilhelmshöhe                                 | 1804 (Amt Bauna)                                            | 1821                                                     | Wilhelmshöhe, Altenbauna, Altenritte, Breitenbach, Elgershausen, Elmshagen, Gut Freienhagen, Großenhof, Großenritte, Guntershausen, Hertingshausen, Hoof, Kirchbauna, Kirchditmold, Knallhütte, Neuermühle, Niederzwehren, Nordshausen, Oberzwehren, Rengershausen, Rothenditmold, Wahlershausen, Wehlheiden und der Vogtei Hasungen | Landkreis Kassel                                                                                               |
| Klostergericht St. Wilhelmi (zum Amt Witzenhausen)                | Niederhessen                    | Witzenhausen                                 |                                                             | 1821                                                     | Kleinalmerode und Hof Rückerode | Werra-Meißner-Kreis                                                                                            |
| Amt Windecken                                                     | Fürstentum Hanau                | Windecken                                    | 1736 (von Hanau-Münzenberg)                                 | 1821                                                     | Windecken, Eichen, Erbstadt, Marköbel, Niederdorfelden und Ostheim | Main-Kinzig-Kreis                                                                                              |
| Gericht Wittelsberg (zum Amt Kirchhain)                           | Oberhessen                      | Wittelsberg                                  | 1648 nach dem Hessenkrieg                                   | 1821                                                     | Beltershausen, Bortshausen, Moischt, Wittelsberg und die Stadt Schweinsberg | Landkreis Marburg-Biedenkopf                                                                                   |
| Amt Witzenhausen                                                  | Niederhessen                    | Witzenhausen                                 |                                                             | 1821                                                     | Stadt Witzenhausen und die Dörfer Albshausen, Berge, Schloss Berlepsch, Bischhausen, Blickershausen, Dohrenbach, Eichenberg, Ermschwerd, Gertenbach, Hebenshausen, Hermannrode, Hubenrode, Hübenthal, Laubach, Marzhausen, Mollenfelde, Unterrieden, Ziegenhagen und die Höfe Arnstein, Fahrenbach, Neuenrode, Stiedenrode, Thal und Ziegenberg. | Werra-Meißner-Kreis                                                                                            |
| Amt Wolfhagen                                                     | Niederhessen                    | Wolfhagen                                    | 14. Jahrhundert                                             | 1821                                                     | Wolfhagen, Ehringen, Nothfelden, Istha, Hasungen und Viesebeck | Landkreis Kassel                                                                                               |
| Amt Ziegenhain                                                    | Grafschaft Ziegenhain           | Ziegenhain                                   | 1450 von der Grafschaft Ziegenhain                          | 16. Jahrhundert                                          | Ziegenhain, Allendorf an der Landsburg, Ascherode, Dittershausen, Florshain, Gungelshausen, der Klinkenmühle, Leimbach. Lenderscheid, Loshausen, Mengsberg, Merzhausen, Michelsberg, Niedergrenzebach, Obergrenzebach, Ransbach, Hof Ringsmühle, Rommershausen, Rommershausen, Rörshain, dem Schaafhof, Schönborn, Siebertshausen, Steina, Wasenberg, Wiera, der Wissemühle, Willingshausen und Zella | Schwalm-Eder-Kreis                                                                                             |
| Amt Zierenberg                                                    | Niederhessen                    | Zierenberg                                   |                                                             | 1821                                                     | Zierenberg und die Dörfer Breuna, Dörnberg, Ehrsten, Ersen, Fürstenwald, Grimelsheim, Haueda, Meimbressen, Niederelsungen, Niederlistingen, Niedermeiser, Oberelsungen, Oberlistingen, Obermeiser, Rangen, Röhde, Westuffeln, Wettesingen, Zwergen, den Kolonien Friedrichsaue und Friedrichstein und den Höfen Escheberg, Hohenbor, Laar, Malsburg, Oedinghausen und Sieberhausen | Landkreis Kassel                                                                                               |

Zeitweise gehörten noch folgende Ämter zu Hessen-Kassel:
- Das Amt Grüningen (bestehend nur aus Grüningen) war Hessen-Kassel 1702 von Solms-Braunschweig verpfändet.[3]
- Die Herrschaft Lengsfeld gehörte Anfang des 19. Jahrhunderts kurzzeitig zum Kurfürstentum Hessen.